# Hisanori Shirasawa
Hisanori Shirasawa (født 13. december 1964) er en japansk fodboldspiller. Han var en del af den japanske trup ved AFC Asian Cup 1988.